# 雨宮弘樹
雨宮 弘樹（あめみや ひろき、1970年6月19日 - ）は、日本の男性声優。所属事務所は三木プロダクション。東京都出身。

## 人物
趣味はドライブ、バンド、不思議系な事。特技は歌、作詞・作曲、バスケットボール、パチンコ。
資格は普通自動車免許、書道1級、英検4級。

## 出演作品

### テレビアニメ
2006年
- 結界師（手下）
- ルパン三世 セブンデイズ・ラプソディ（マフィアA）

2007年
- ルパン三世 霧のエリューシヴ

2008年
- ルパン三世 sweet lost night 〜魔法のランプは悪夢の予感〜

2010年
- ルパン三世 the Last Job（警官A）

2012年
- イクシオン サーガ DT（2012年 − 2013年、スカルマーダー、チンピラA）

2013年
- ウィザード・バリスターズ 弁魔士セシル（音尾）

### OVA
2008年
- COBRA THE ANIMATION（ファイブ、子供）
- ルパン三世 GREEN vs RED（傭兵）

2013年
- ひぐらしのなく頃に拡 〜アウトブレイク〜（上曽根）

### 吹き替え
- 天龍八部
- 古代をめぐる冒険
- スナイパー
- 大日本帝国
- スーパーナチュラル
- チャーリーズ・エンジェル
- ゾディアック
- ヨハネの黙示録
- ロスト・ワールド
- ブルース・リー伝説（ブレア）
- ストームゲート
- ラスベガス
- ストーンヘンジ・アポカプリス
- クローザー
- 18・29〜妻が突然18才!?（パン監督）
- ヒューマン・ターゲット
- ALCATRAZ/アルカトラズ
- プロポーズ大作戦 〜Mission to Love
- リアルスピード（マット）

### ナレーション
- 放射線ホルミス
- RPGザ・ナイトメアオブトルカーガ
- タイタニックDVD告知
- ドコモラジオCM

### ドラマCD
- 聖衣は獣に攫われる

### CM
- ソニー損保
- ロッテクーリッシュ